# 美国陆军基础训练
美国陆军基础训练（英語：United States Army Basic Training）是指成为美国陆军、陆军预备役、国民警卫队陆地军人之前的基础训练。它在美国若干不同的基地进行。该训练的艰苦在于新兵必需尽快在体能、心理上适应新的军营生活。包括基础战斗训练（Basic Combat Training）和高级个人训练（Advanced Individual Training）两部分。